# Eberhard Gockel

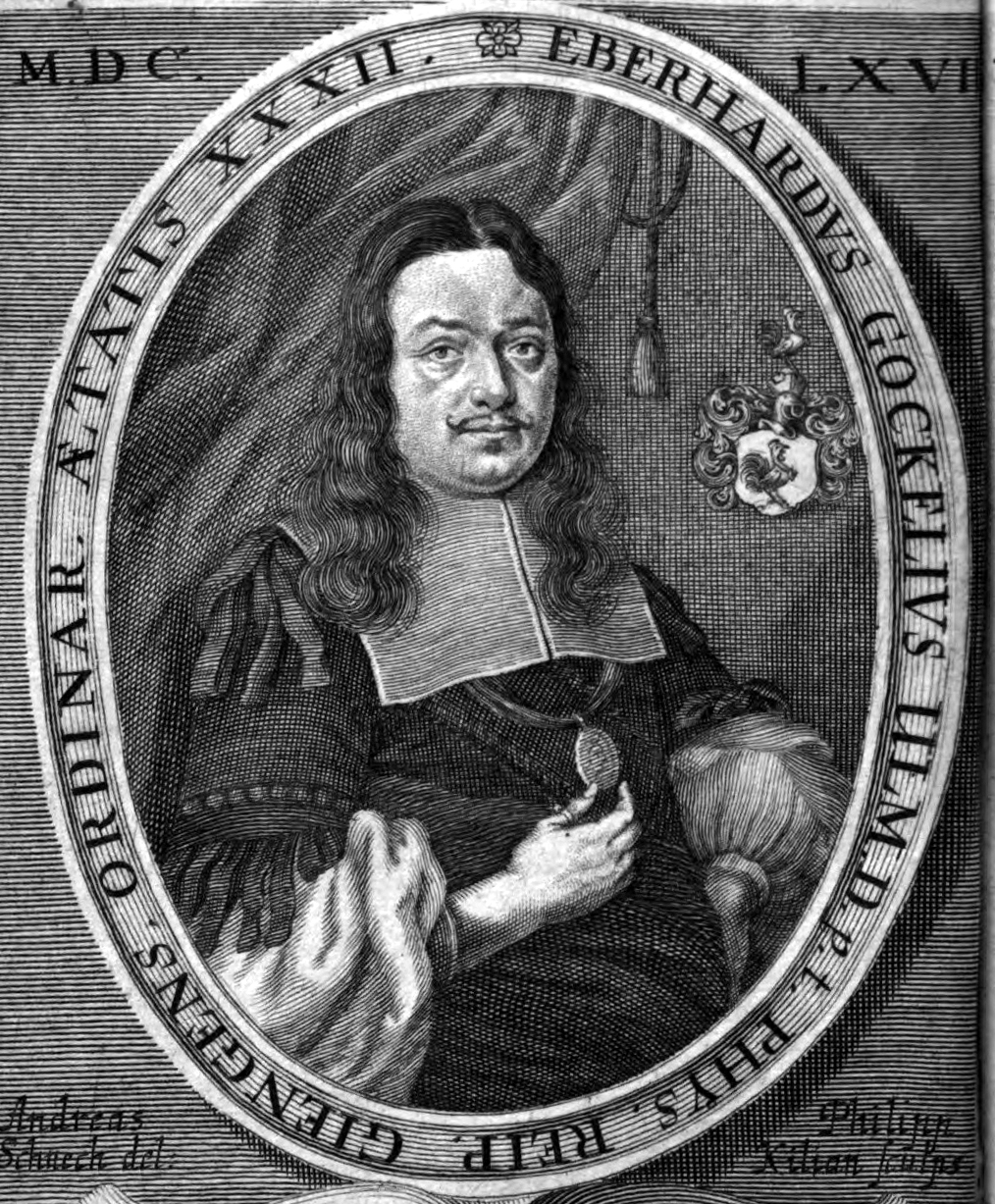
Eberhard Gockel im 32. Lebensjahr

Eberhard Gockel (auch Eberhard Göckel, * 18. Juli 1636 in Ulm; † 14. Februar 1703 ebenda) war ein deutscher Arzt, fürstlich-württembergischer Leibarzt und Mitglied der Gelehrtenakademie „Leopoldina“.

## Leben
Eberhard Gockel war Arzt in Waiblingen, später in Giengen und schließlich in Ulm, wo er auch als württembergisch-weiltingerischer Leibarzt des Herzogs von Württemberg wirkte.
Er war Anhänger der Chemiatrie und hatte in der damaligen Zeit einen besonderen Ruf als Heilkünstler. Er publizierte unter Bezugnahme auf die Leopoldina-Mitglieder Daniel Sennert und Christian Franz Paullini.
Der Jestetter Arzt und Apotheker Johann Christoph Gockel war einer der Söhne von Eberhard Gockel.
Am 20. Januar 1685 wurde Eberhard Gockel mit dem Beinamen ALECTOR als Mitglied (Matrikel-Nr. 129) in die Leopoldina aufgenommen. 

## Schriften
- Discursus Politico–Historico–Medicus De Ira, Oder Politische, Historische, und Medicinische Betrachtung deß Zorns, und deren darauß entspringenden Unfällen, Schadens und mannigfaltigen Kranckheiten. Auch wie demselben zu begegnen und abzuhelffen seye?, Fick, Nördlingen 1667. (Digitalisat); Leipzig 1668 (Digitalisat)
- Epitome theorico-practica de odontalgia, oder ein kurtzer iedoch aigentlicher Bericht von dem Zahnwehe : aus waserley Ursachen dasselbige entspringe, auch wie von solchem, vermittelst der natürlichen Mitteln, zu begegnen seye.  Nördlingen 1668 (Digitalisat)
- Enchiridion medico-practicum de peste atque ejus origine, causis et +& signis prognosticis, quin etiam praeservationis ac curationis modo et +& antidotis.  Goebel, Augustae Vindelicorum 1669 (Digitalisat)
- Kurtzer Bericht von denen wüetenden Hunds-Bissen. Was dieselbe eigentlich für eine Beschaffenheit haben, was für Schaden und Unheil darauß erfolge … Göbel, Augsburg 1679 (Digitalisat)
- Consilia medicinales : decades sex …   Augusta Vindelicorum 1683 (Digitalisat)
- Der eyerlegende Hahn, sampt seinem jüngst-gelegten Hahnen- oder Basilisken-Ey : das ist, eine kurtze und curiose Beschreibung des Gockelhahnens insgemein, seiner Art, Natur und Eigenschafft... auch seines Nutzens in der Artzney ; neben einer gründlichen Deduction... etlicher curioser und nachdencklicher Fragen von dem Hahnen- oder Basilisken-Ey...   Kühn, Ulm 1697 (Digitalisat)
- Eine curiose Beschreibung deß an. 1694. 95. und 96. durch das Silberglett versüßten sauren Weins und der davon entstandenen neuen und vormahls unerhörten Wein-Kranckheit : ... samt denen Artzney-Mitteln, welche hierwider fruchtbarlich zu gebrauchen seyn ; mit angehencktem Bericht wie der durch schädliche Mittel gestrichene und verfälschte Wein zu probiren und zu erkennen seye ...   Kühn, Ulm 1697 (Digitalisat)
- Tractatus Polyhistoricus Magico-Medicus Curiosus : oder ein kurtzer, mit vielen verwunderlichen Historien untermengter Bericht von dem Beschreyen und Verzaubern, auch denen darauß entspringenden Kranckheiten und zauberischen Schäden ...   Kroniger [u. a.], Franckfurt [u. a.], 1699 (Digitalisat); Hagen, Franckfurt; Leipzig 1717 (Digitalisat)
- Gallicinium medico-practicum … Ulm 1700 (Digitalisat)
- Brief an Septimus Andreas Fabricius.